# Bisköldkörtelhormon

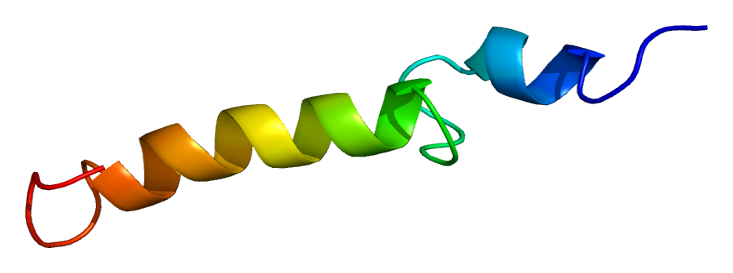
Bisköldkörtelhormon

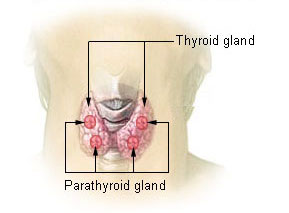
Illustration av var bisköldkörtlarna (paratyreoidea) är belägna, på halsen bakom sköldkörteln.

Bisköldkörtelhormoner (PTH, paratyreoideahormon eller parathormon) är ett polypeptidhormon som bildas i bisköldkörtlarna, och som har kalciumreglerade funktion, samt reglerar nivåerna av vitamin D och fosfor. Det har därför en viktig roll för hela elektrolytbalansen.
Hormonet upptäcktes av James Collip på 1920-talet, samma person som också upptäckte insulinet. Dess halveringstid är ungefär 4 minuter.

## Kemisk struktur
PTH är ett protein som består av 84 aminosyror.

## Reglerande funktion
PTH syntetiseras i bisköldkörtlarna och insöndras i blodet i reaktion på låga nivåer kalcium. Insöndringen minskar proportionellt i reaktion på höga kalciumnivåer, i ett negativt feedbacksystem. I blodet får hormonet kalciumnivåerna att öka, genom att få kalcium att utsöndras från skelettet, aktivera D-vitamin som får absorptionen i tarmen att öka, samt öka njurens återupptag.
Fastän bisköldkörtlarna i första hand reagerar på kalciumnivåerna, kan de också reagera något på andra substanser. Magnesium kan ha liknande effekt som kalcium på körtlarna. Sättet magnesium verkar på är dock paradoxalt: något lägre värden magnesium stimulerar bisköldkörtlarna, men mycket låga magnesiumnivåer blockerar utsöndringen av bisköldkörtelns hormoner. Denna paradoxala påverkan från magnesium beror på att G-proteiner är involverade (vilket alltid ger likartade paradoxala uttryck). PTH har sedan en reglerande verkan på magnesium, och ökar dess återupptag. Avvikande PTH-nivåer är därför starkt förknippade med avvikelser i både kalcium- och magnesiumnivåerna, men relationerna kan vara paradoxala, beroende på bl.a. vad som initialt felar och hur stor avvikelsen är.
Förutom kalcium reagerar bisköldkörteln på fosfornivåerna i blodet. Höga fosfornivåer har samma verkan som låga kalciumnivåer, och leder alltså till att körtlarna utsöndrar hormon.
Fibroblasttillväxtfaktor 23 i bisköldkörteln (och därför även enzymet klotho) dämpar utsöndringen av PTH, och de påverkar varandra troligen med negativ feedback.

## Verkningssätt
PTH utsöndras från bisköldkörtlarna genom signaler från receptorer på körteln, så kallade kalcium-sensingreceptorer. Dessa receptorer reagerar på det kalcium som inte redan används i kroppens celler, och som därför cirkulerar i blodet. Vilken mängd kalcium som faktiskt används i kroppens vävnader, påverkar därför inte direkt mängden PTH. 
Via blodomloppet når sedan hormonet sina målceller på olika vävnader och organ i kroppen. Det verkar i kroppens vävnader och organ genom att binda till bisköldkörtel- eller parathormonreceptorer (PTHR) som sitter på cellytorna på målcellerna. Det finns två klasser sådana receptorer, PTHR1 och PTHR2, båda är G-proteinkopplade. PTHR1 finns i ben och i njurar, och reagerar både på PTH och på bisköldkörtelhormonrelaterat protein. PTHR2 finns i centrala nervsystemet och bukspottskörteln.
Aktiviteten på PTHR1 är mest bestydelsefull. I njurarna verkar PTH genom att återuppta kalcium, aktivera vitamin D, men förhindrar återupptag av fosfor. I skelettet signalerar det till osteoblasterna som ökar sin benbildande aktivitet, men signalerar även vid - långvarig stimulering av PTH - till osteoklaster som därmed ökar sin bennedbrytning och frisätter kalcium till cirkulationen. Genom att tillföra PTH pulsativt kan man däremot behandla osteoporos, genom att osteoklastaktiveringen uteblir. Den fysiologiska effekten av PTH är dock att öka kalciumnivåerna i blodet; primärt genom sin funktion på upptag i tarm och återupptag i njurar men även alltså via ökad bennedbrytning.

## Sjukdomar
Vid misstanke om något fel i feedbacksystemet av bl.a. kalcium och PTH, testas nivåerna med blodprov. Avvikelser kan antingen bero på en under- eller överaktiv bisköldkörtel, eller på avvikande mineralnivåer (t.ex. vid näringsbrist eller överdriven konsumtion av framför allt kalcium).
Sjukdomar som kännetecknas av höga halter av PTH i serum kallas hyperparatyreos. Bland dessa finns primär hyperparatyreos. Sjukdomar som kännetecknas av låga halter av PTH kallas hypoparatyreos.